# Сеир
Сеир (др.-евр. שֵׂעִיר‬) — гористая местность на территории современной Иордании между Красным и Мёртвым морями на юго-восточной окраине Моава. Неоднократно упомянута в Библии. Согласно библии, её первоначальными обитателями были хорреи, обитавшие до прихода семитов. Впоследствии их сменили идумеи. Израильтяне под предводительством Моисея, возвращаясь из Египта в землю обетованную, проходили гору Сеир.
Само название Сеир в переводе с древнееврейского означает «заросший» и видимо происходит от имени вождя хорреев, которые некогда здесь обитали. Современные комментаторы полагают, что Сеиром в древности называли горы, окаймляющие с востока пустыню Негев, которую можно отождествить с пустыней Фаран.